# Medwediza (Wolga)
Die Medwediza (russisch Медведица) ist ein 259 km langer linker Nebenfluss der Wolga im europäischen Teil Russlands.

## Verlauf
Die Medwediza entspringt in den nordöstlichen Waldaihöhen in der Oblast Twer im Nordwesten des europäischen Russlands. Sie fließt zunächst durch ein bewaldetes, sumpfiges Tal Richtung Süden, wendet sich aber schon nach wenigen Kilometern nach Osten, wo sich das Tal weitet und nun landwirtschaftlich genutzt wird. Sie passiert Rameschki und nimmt die Kuschalka und die Iwiza auf.
Anschließend fließt die Medwediza in einem Bogen zunächst in nordöstlicher, östlicher und schließlich südöstlicher Richtung. In diesem Bogen münden Dresna und Tschertanowka von links sowie Sutschek und Smorodinka von rechts ein. Hier durchfließt sie Werchnjaja Troiza, den Geburtsort des sowjetischen Revolutionärs, Politikers und Staatsoberhaupts Michail Iwanowitsch Kalinin.
Von dort fließt die Medwediza in Richtung Osten weiter, ehe sie bei Semenowskoje Richtung Süden umschwenkt. Ab hier beginnt auch der Rückstau des Uglitscher Stausees an der Wolga, in den die Medwediza weitere rund 30 km weiter südlich einmündet.

## Nutzung
Die Medwediza ist in der eisfreien Zeit von Anfang April bis Mitte November auf den unteren 41 km schiffbar. Im Mittellauf ist der Fluss wegen zahlreicher Sandbänke und Untiefen für die Schifffahrt ungeeignet.
Der Fluss ist bei Ausflüglern und Touristen sehr beliebt.